# 田中雄一 (アニメーター)
田中 雄一（たなか ゆういち）は、日本の男性アニメーター、キャラクターデザイナー、アニメ演出家。オープロダクションに在籍していた時期がある。

## 主な参加作品

### テレビアニメ
- らんま1/2 熱闘編（原画）
- スーパーヅガン（原画）
- バトルファイターズ 餓狼伝説（原画）
- 機動戦士Vガンダム（原画）
- バトルファイターズ 餓狼伝説2（原画）
- 新世紀エヴァンゲリオン（原画）
- スレイヤーズNEXT（原画）
- セイバーマリオネットJ（原画）
- るろうに剣心 -明治剣客浪漫譚-（原画）
- プリンセスナイン 如月女子高野球部（作画監督、原画、OP作画）
- はいぱーぽりす（原画）
- HARELUYA II BØY（原画）
- serial experiments lain（作画監督、原画）
- 深海伝説MEREMANOID（作画監督）
- 魔法使いTai!（作画監督）
- 南海奇皇（原画）
- ブギーポップは笑わない Boogiepop Phantom（原画）
- ゲートキーパーズ（作画監督、作画）
- NieA_7（サブキャラクターデザイン、作画監督、原画、他）
- 銀装騎攻オーディアン（コンテ、演出、原画）
- 機動天使エンジェリックレイヤー（作画監督、原画）
- ノワール（作画監督）
- アベノ橋魔法☆商店街（原画）
- ちょびっツ（作画監督、原画）
- OVERMANキングゲイナー（作画監督、原画、OP作画）
- 灰羽連盟（作画監督）
- L/R -Licensed by Royal-（OP原画）
- ギャラクシーエンジェル（第3期、作画監督）
- LAST EXILE（キャラクターデザイン[1]、作画 監督）
- 爆裂天使（作画監督、原画、OP作画）
- SAMURAI 7（デザインワークス、アイキャッチ作画）
- BECK（絵コンテ、作画監督、原画）
- Paradise Kiss（絵コンテ、演出、作画監督、原画）
- パンプキン・シザーズ（絵コンテ、作画監督）
- スカイガールズ（コンテ）
- ケモノヅメ（絵コンテ、演出）
- こどものじかん（絵コンテ）
- コードギアス 反逆のルルーシュR2（原画）
- 隠の王（絵コンテ）
- とある魔術の禁書目録（キャラクターデザイン、総作画監督、作画監督、他）
- ティアーズ・トゥ・ティアラ（絵コンテ）
- とある科学の超電磁砲（アニメーションキャラクターデザイン、総作画監督、作画監督、他）
- ダンス イン ザ ヴァンパイアバンド（絵コンテ）
- とある魔術の禁書目録II（キャラクターデザイン、総作画監督、作画監督、他）
- 銀魂'（絵コンテ）
- イナズマイレブンGO（絵コンテ）
- 灼眼のシャナIII -Final-（絵コンテ）
- 夏色キセキ（キャラクターデザイン、総作画監督、作画監督、他）
- とある科学の超電磁砲S（アニメーションキャラクターデザイン、総作画監修、総作画監督、他）
- アイカツ!（第4EDアニメーション原画）
- 一週間フレンズ。（絵コンテ）
- ご注文はうさぎですか?（絵コンテ）
- やはり俺の青春ラブコメはまちがっている。続（キャラクターデザイン、総作画監督、作画監督、他）
- ヘヴィーオブジェクト（絵コンテ）
- スクールガールストライカーズ Animation Channel（キャラクターデザイン、総作画監督、OP総作画監督）
- BORUTO-ボルト- -NARUTO NEXT GENERATIONS-（絵コンテ）
- ネト充のススメ（絵コンテ）
- ボールルームへようこそ（絵コンテ）
- とある魔術の禁書目録III（アニメーションキャラクターデザイン）
- とある科学の超電磁砲T（アニメーションキャラクターデザイン[2]）
- イエスタデイをうたって（絵コンテ）
- 転生したらスライムだった件（総作画監督）
- 転生したらスライムだった件 転スラ日記（総作画監督）
- やはり俺の青春ラブコメはまちがっている。完（キャラクターデザイン）
- 邪神ちゃんドロップキックX（絵コンテ）
- SHY（メインキャラクターデザイン[3]・作画監督・総作画監督）

### 劇場アニメ
- 劇場版 美少女戦士セーラームーンR（原画）
- GHOST IN THE SHELL / 攻殻機動隊（原画）
- X -エックス-
- スプリガン（原画）
- 千と千尋の神隠し（原画）
- 猫の恩返し（原画）
- 犬夜叉 鏡の中の夢幻城（原画）
- マインド・ゲーム（原画）
- ハウルの動く城（原画）
- ブレイブ ストーリー（設定原案、作画監督）
- 劇場版 NARUTO -ナルト- 疾風伝（原画）
- 劇場版 とある魔術の禁書目録 -エンデュミオンの奇蹟-（キャラクターデザイン、総作画監督）
- 攻殻機動隊 ARISE（原画）
- モンスターストライク THE MOVIE ソラノカナタ（キャラクターデザイン）
- 機動戦士ガンダム 閃光のハサウェイ（原画）
- 劇場版 転生したらスライムだった件 紅蓮の絆編（総作画監督[4]）

### OVA
- ANOTHER STORY OF BUBBLEGUM CRISIS AD.POLICE（動画）
- 冒険!イクサー3（動画）
- ああっ女神さまっ（原画・OPアニメーション、他）
- 宝魔ハンターライム（原画）
- ダーティペア FLASH（原画）
- 逮捕しちゃうぞ〈OVA版〉（原画）
- 青空少女隊（原画）
- SMガールズ セイバーマリオネットR（原画）
- 魔法少女プリティサミー（OP原画）
- 神秘の世界エルハザード（原画）
- 秘境探検ファム&イーリー RUIN・EXPLORER（原画）
- それゆけ!宇宙戦艦ヤマモト・ヨーコ（原画）
- 青空少女隊 番外編 雪国少女隊（原画）
- GUN SMITH CATS（原画）
- シャーマニックプリンセス（原画）
- ジャングルDEいこう!（原画）
- Jaja馬!カルテット（原画）
- それゆけ!宇宙戦艦ヤマモト・ヨーコII（原画）
- でたとこプリンセス（原画）
- フォトン（原画）
- ジオブリーダーズ 魍魎遊撃隊 File-X ちびねこ奪還（原画）
- 青の6号（原画）
- てなもんやボイジャーズ（原画）
- エクスドライバー（作画監督補佐）
- ジョジョの奇妙な冒険 ADVENTURE（絵コンテ）
- エイリアン9（原画）
- アニマトリックス（原画）

### 18禁アニメ
- YU-NO（キャラクターデザイン）
- Dragon Knight 4（原画）

### ゲーム
- ヘキサムーン・ガーディアンズ（原画）
- テイルズ オブ エターニア（原画）
- テイルズ オブ デスティニー2（原画）
- テイルズ オブ ザ ヒーローズ ツインブレイヴ（絵コンテ）
- フェノメノ（原画）

### その他
- とある科学の超電磁砲4巻（巻末イラスト）
- 拡散性ミリオンアーサー（カードイラスト）
- さくらみこ（キャラクターデザイン）